# Nammijärvi
Nammijärvi är en sjö i Finland. Den ligger i kommunen Enare i landskapet Lappland, i den norra delen av landet, 1 000 km norr om huvudstaden Helsingfors. Nammijärvi ligger 158,5 meter över havet. Arean är 15 kvadratkilometer och strandlinjen är 75,74 kilometer lång. Sjön  ingår i Pasvik älvs huvudavrinningsområde.   Den sträcker sig 6,2 kilometer i nord-sydlig riktning, och 7,8 kilometer i öst-västlig riktning.
I övrigt finns följande i Nammijärvi:
- Uáivuščuálmáásuálui (en ö)
- Kuiváásuálui (en ö)
- Kaijuusuolluuh (en ö)
- Puolžâsuálui (en ö)
- Räjilássááh (en ö)
- Kuávdoojävrsuolluuh (en ö)
- Ááhársuálui (en ö)
- Caaccâmsuálui (en ö)
- Kotkasaari (en ö)
- Makarikeđgilássááh (en ö)
- Lauttasaari (en ö)
- Mustikkasaari (en ö)
- Jaarasaari (en ö)
- Hauenkuivatussaari (en ö)
- Kuusisaari (en ö)
- Vasasaaret (en ö)
- Lammassaari (en ö)
- Siulasaari (en ö)
- Sudesčuálmáásuálui (en ö)
- Sivakkasaari (en ö)
- Erkinsaari (en ö)

I övrigt finns följande vid Nammijärvi:
- Nammivaara (en kulle)
- Ylilompolo (en sjö)